# Mal Cuming
Malcolm "Mal" Cuming (Melbourne, 23 januari 1976) is een Australische darter. 

## Carrière
In 2018 wist Cuming zich te kwalificeren voor het BDO World Darts Championship 2019 als de Australische qualifier. Hij eindigde tweede in de Darts Australia rankings na Justin Thompson, die zich al kwalificeerde via de BDO rankings. Hij verloor van Justin Thompson in de voorronde.
Op 23 oktober 2022 wist Cuming zich voor de eerste keer in zijn carrière te kwalificeren voor het PDC World Darts Championship door tijdens de DPA Oceanic Masters Gordon Mathers te verslaan in de finale.

## Resultaten op wereldkampioenschappen

### BDO
- 2019: Voorrondes (verloren van Justin Thompson met 0-3)

### PDC
- 2023: Laatste 96 (verloren van Alan Soutar met 0-3)